# Underdog (terme)

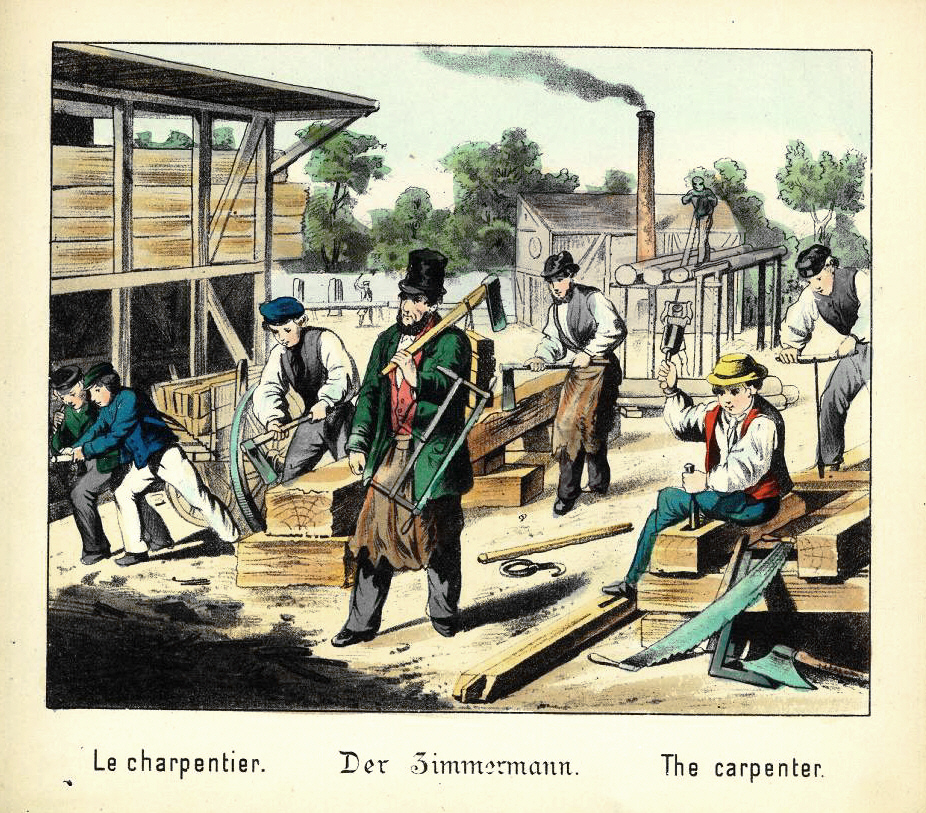
Der Zimmermann (de: Què vols ser?) Any 1880, al fons: separació de troncs)

L'efecte Underdog (traduït al català: gos apallissat), és un terme emprat al món angloparlant, especialment en política o esports, per referir-se a una persona o equip que té poques possibilitats de guanyar un torneig, elecció política, debat, etc.
No existeix una paraula específica en català que sigui equivalent a underdog, tret d'algunes frases com: "perdedor esperat", "el que s'espera que perdi", "el que no és favorit", "el que porta les de perdre", etc. encara que de fet als mitjans s'ha triat "gos apallissat". " Quan l'underdog venç al favorit, el resultat passa a ser una victòria sorpresa.

## Origen
En termes generals, la paraula "underdog" sorgeix als Estats Units, en la segona meitat del segle xix, i designava el gos perdedor, en el context de les lluites de gossos, un entreteniment molt popular en els països anglòfons, al segle xix. L'ús de la paraula es va estendre a la política, aplicant-se als oprimits o als contendents més fràgils d'un conflicte. Segons el diccionari Merriam-Webster, underdog va ser usat per primera vegada el 1859. confirmant la data en què va sorgir i que l'origen del terme rau en les baralles de gossos. El top dog (literalment «gos de sobre») era el gos que guanyava la baralla, que quedava damunt de l'underdog (literalment «gos de sota») o perdedor.
Segona interpretació
La interpretació popular de l'origen del terme "underdog" en l'idioma anglès, (en català "gos de sota") o "persona que està als nivells inferiors en la jerarquia social", va canviar pel desconeixement de les condicions de la societat nord-americana del segle xix. Ja que es tractava d'underdog a una persona de feble nivell social, és a dir "un perdedor", s'ha suposat que el terme provenia d'"animal perdedor". Però de fet "dog" també és un cavallet, que es feia servir per serrar els troncs. El serrador es posava d'empeus sobre el tronc y per serrar-lo, el tronc se sostenia sobre un o més "dogs" (cavallets), "dog: under support for tree trunk lying". ("dog: suport inferior per sostenir troncs")

## Empatia amb l'underdog
La tendència a la empatia del públic amb els underdogs té arrels en el cristianisme i ha tingut un pes fonamental per als moviments d'alliberament nacional, drets civils i promoció de la justícia social.
L'enquadrament d'un determinat grup com "underdog" o "overdog" pot variar, en cada moment històric. Durant la Primera Guerra dels Bôers, els Afrikaanders eren considerats els "underdogs", ja que es tractava d'un petit grup de persones lluitant amb bravura contra la grandesa de l'Imperi Britànic. Però a partir de 1948, amb la introducció del programa polític de l'Apartheid, els Afrikaners van passar a ser coneguts com a racistes i opressors, de manera que els negres sud-africans es van convertir en els underdogs.
De manera similar, en els inicis del moviment sionista, els jueus eren reconeguts com una minoria, objectiu de persecucions i, posterior genocidi. La creació de l'Estat d'Israel, el 1948, va ser considerada com una victòria d'aquests "underdogs". No obstant això, amb el pas del temps, Israel es va convertir en una gran potència militar i potència ocupant de Territoris Palestins, de manera que els àrabs palestins es van convertir en els underdogs. El govern d'Israel es defensa, matisant l'impacte dels atacs palestins a Israel, buscant que això pugui provar que els israelians encara són els underdogs al mig dels poderosos països àrabs.
L'exhibició d'un conflicte en els mitjans de comunicació pot tenir una gran influència sobre qui és vist com a "underdog" o com "overdog" i, atès que hi ha una tendència del públic a tenir empatia amb els més febles, les parts implicades en els diversos conflictes acusen freqüentment als medis internacionals d'ignorar o minimitzar els patiments del seu propi costat i d'inflar els patiments dels seus oponents.

## Underdogsvictoriosos

### Història
- El David bíblic que va derrotar Goliat.
- L'estat grec, que va repel·lir el gran Imperi Persa aquemènida, a la batalla de Salamina.